# Karel Bodlák
Karel Bodlák (3. listopadu 1903 v Soběslavi – 1. února 1989 v Praze) byl český pedagog, básník, filozof a literární kritik.

## Život
Karel Bodlák absolvoval učitelský ústav v Soběslavi (1922) a pak Školu vysokých studií pedagogických v Praze (1924). Působil jako učitel češtiny, zeměpisu a dějepisu na Kladensku, na Podkarpatské Rusi a v Praze. Za německé okupace (1939–1945) pracoval v čs. odboji, po osvobození byl činný v odborové radě školství, byl zaměstnancem ministerstva informací. V září 1945 patřil mezi dvanáct profesorů, kteří přišli z různých krajů Čech do Děčína, aby zde obnovili vyučování na gymnáziu (s ním např. také Jihočech Rudolf Voborský).
Mimo pedagogické práce se věnoval také literární práci. Ve 30. letech 20. století byl se svojí ženou Jarmilou  zakladatelem literární revue Strom, (ta byla zastavena při okupaci německými úřady). Přispíval do Cesty, Lidových novin, Hosta, Lumíra, Literárního měsíčníku, Listů pro umění a filozofii, Orientace aj. Psal básně, literární kritiky a eseje. Ve své tvorbě (kde byl ovlivněn zejména myšlenkovým odkazem Ladislava Klímy) Bodlák usiloval zejména o filozofický přesah, o odhalení smyslu a podstaty jevů; jeho poezie je mravně patetická a meditativní, s věčně hledajícím člověkem, putujícím za poznáním.

## Dílo
- Elektrická džungle : Sloky a poznámky, (Nusle : vlastní náklad, 1924) – prvotina
- O Janu Nerudovi, (Školní nakladatelství, 1941)
- Povídky o koních, (Školní nakladatelství, 1942)
- Noční hlídka, (Československý spisovatel, 1971)
- Kroky neodcházejí, (1974)
- Uspořádal a vydal některá díla L.Klímy (Vteřina a věčnost, 1946; Traktáty a diktáty, 1948).
- Redigoval sborník Ladislav Klíma, filosof básník (1948), v němž publikoval svůj esej Myšlenkový svět Ladislava Klímy.

Pozůstalost Karla Bodláka se částečně nachází v Blatském muzeu v Soběslavi.